# Olympe (papillon)
Euchloe olympia
Espèce
L'Olympe (Euchloe olympia)  est un  insecte lépidoptère de la famille des Pieridae, de la sous-famille des Pierinae et du genre Euchloe.

## Dénomination
Euchloe olympia a été nommé par Edwards en 1871

### Noms vernaculaires
L'Olympe se nomme Olympia Marble ou Olympia Marblewing en anglais,.

### Sous-espèce
Euchloe olympia rosa (Edwards, 1882).

## Description
L'Olympe est un papillon blanc à reflet rose d'une envergure variant de 30 à 51 mm. Le dessus est blanc avec à l'apex de l'aile antérieure une plage de marbrures gris clair et une étroite cellule discoïdale de couleur grise. Le revers de l'aile antérieure est blanc avec une tache discoïdale étroite  et celui de l'aile postérieure est orné de larges marbrures jaune verdâtre dessinant trois bandes..

### Chenille
La chenille, de couleur verte,  est ornée de lignes jaunes et de lignes grises.

## Biologie

### Période de vol et hivernation
Il vole en une seule génération de fin mai à début juin, plus tôt au Texas,.
Il hiverne au stade de chrysalide

### Plantes hôtes
Les plantes hôtes de la chenille sont des Arabis et Sisymbrium officinale.

## Écologie et distribution
L'Olympe est présent dans l'Arizona, le Montana, le Colorado, le Texas et les états de la région des Grands Lacs. Il existe aussi des populations isolées dans les Appalaches de la Pennsylvanie au Tennessee,,. Il est aussi présent au Canada dans le sud de l'Alberta et du Manitoba ainsi que depuis le nord du lac Huron jusque dans l'ouest du Québec, car depuis les années 1970 il aurait étendu au Canada son aire vers l'est.

### Biotope
L'Olympe réside dans tous types de prés secs.

### Protection
L'habitat des populations isolées est protégé.